# Проституція в Росії
Проститу́ція у Росі́ї — заняття проституцією в Росії — адміністративне порушення, а організація проституції — кримінальний злочин, саме поняття «проституції» російські закони не визначають.
Офіційної статистики щодо осіб, які займаються проституцією, в Росії немає. Проте відомо що серед зареєстрованих приводами до райвідділів міліції 3 мільйони вуличних і привокзальних повій. За оцінками незареєстрованої організації Санкт-Петербургу «Срібна троянда», по всій Росії секс-працівників налічується близько трьох мільйонів осіб, і всі вони стикаються з порушенням прав. Приблизно 1,5 мільйона росіянок працюють повіями в країнах Європи і Азії.
За даними Міністерства внутрішніх справ України, серед тих хто вирушає закордон для заняття проституцією з України, найбільше українських повій працюють в Росії.